# Kovářův mlýn (Košťálov)
Kovářův mlýn (Rykrův) v Košťálově v okrese Semily je zaniklý vodní mlýn, který stál na řece Oleška na okraji přírodní památky Kovářův mlýn. V letech 1958–1982 byl chráněn jako nemovitá kulturní památka České republiky.

## Historie

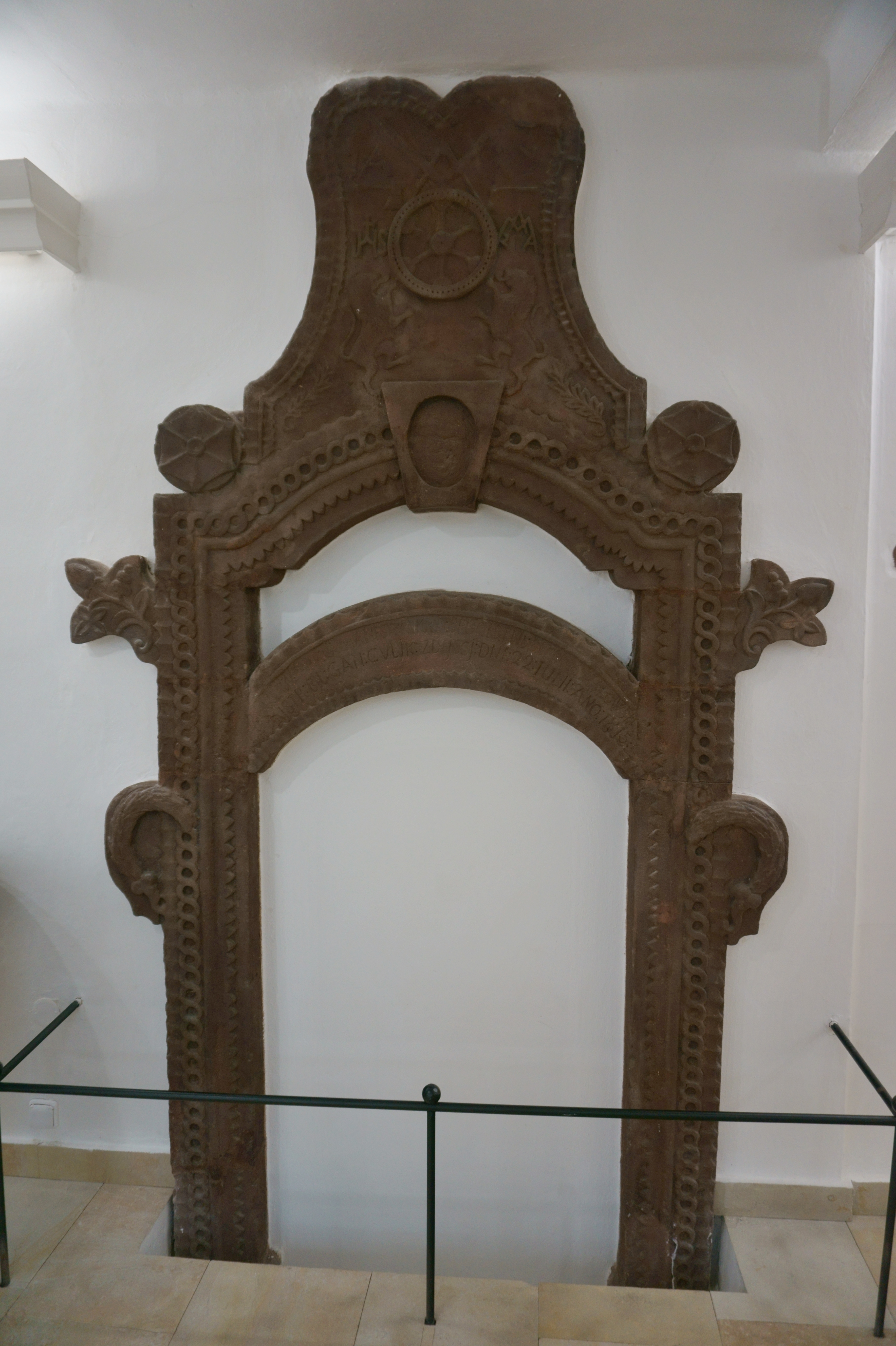
portál Rykrova mlýna

Mlýn byl postaven před rokem 1815. Je zakreslen na Císařských povinných otiscích z roku 1842. V roce 1930 vlastnil mlýn a tkalcovnu Jan Kovář.
V roce 1980 došlo k jeho demolici; portál byl přesunut do semilského muzea.

## Popis
Mlýn měl velmi cenný tesaný portál z roku 1815 s mlynářskými a sekernickými emblémy a lvy od kameníka Jana Culíka z Košťálova.
Voda na vodní kolo vedla náhonem. V roce 1930 zde byla 1 Francisova turbína (průtok 0,216 m³/s, spád 2,3 m, výkon 4,9 k).